# 前观巷历史文化街区
前观巷历史文化街区是浙江省绍兴市的八处历史文化街区之一。位于越城区塔山街道，包括前观巷和后观巷两条平行的东西走向道路，在人民路之南,东起解放南路，西至仓桥直街。
前观巷历史文化街区拥有不少传统台门，包括著名的青藤书屋。
- 青藤书屋，前观巷大乘弄10号，全国重点文物保护单位
- 凌家台门太平天国壁画，前观巷19号，绍兴市文物保护单位